# Tuxpan (municipalité)
Pour les articles homonymes, voir Tuxpan (homonymie).
La municipalité de Tuxpan est l'une des 212 municipalités de l'État de Veracruz, et est située dans la partie nord de cet État. Située sur le golfe du Mexique, elle est établie de part et d'autre de l'embouchure du fleuve Río Tuxpan, dans la plaine côtière. Son chef-lieu est la ville de Túxpam de Rodríguez Cano. Elle dépend de la région Huasteca Baja, du nom du peuple des Huaxtèques qui y est établi, et est une des 10 subdivisions administratives de l'État de Veracruz.

## Géographie
La municipalité de Tuxpan s'étend du nord au sud le long de la côte du golfe du Mexique, dans sa plaine côtière, de part d'autre de l'embouchure du fleuve Río Tuxpan. Elle prend appui au sud sur les confins du bassin versant du fleuve Río Cazones, et est limitée au nord par le petit fleuve côtier Tecocoy, tandis que la rivière Las Cañas forme sa limite au sud-ouest. Au nord du Río Tuxpan, s'étend la lagune Tampamachoco, qui communique au sud avec le fleuve. Établie dans la plaine côtière, et sur de premiers reliefs vallonnés, l'altitude de la municipalité oscille entre 10 et 200 mètres. Son chef-lieu, la ville de Túxpam de Rodríguez Cano, est établie de part et d'autre du Río Tuxpan, en amont de son embouchure, et est traversé au nord par la rivière Estero Tenechaco, affluent du Río Tuxpan. Son territoire couvre une superficie de 964,3 km2, et était peuplé en 2020 de 154 600 habitants, pour une densité de 160,3 habitants par km2.
Cette municipalité est limitrophe au nord de celle de Tamiahua, à l'ouest de celles d'Álamo Temapache et de Tihuatlán, et au sud de celle de Cazones de Herrera.

## Composition et démographie
La municipalité était composée en 2020 de 317 localités, dont 3 étaient considérées comme urbaines, les autres étant rurales.
| Localité                 | Population |
| ------------------------ | ---------- |
| Túxpam de Rodríguez Cano | 89 557     |
| Alto Lucero              | 20 380     |
| Santiago de la Peña      | 8178       |
| La Victoria (La Peñita)  | 1704       |
| Banderas                 | 1531       |
| Reste des localités      | 33 250     |
| Total population         | 154 600    |

En plus de l'espagnol, plusieurs langues amérindiennes sont parlées dans la municipalité, dont les principales sont par ordre d'importance : le nahuatl, le totonaque, l'otomí, le zapotèque, le huastèque, le maya, le zoque, le mixe, popoluca et le mixtèque.

## Histoire
Le peuplement huaxtèque de la région remonte à un millénaire avant notre ère. Autour de l'an mille de notre ère, sous la domination des Toltèques, la population locale est dénommée "Tochpan".
Dans le cadre de la conquête du Mexique par Hernán Cortés, le conquistador Juan de Grijalva explore les fleuves Río Cazones et Río Tuxpan qui cernent la région.
Aux XVIIe et XVIIIe siècles, la population huaxtèque connaît une baisse importante du fait de la surexploitation et de la réduction en esclavage pour alimenter les Caraïbes en main d'œuvre.
Durant la guerre d'indépendance du Mexique, le port de Tuxpan joue un rôle important dans l'acheminement de produits vers la ville de Veracruz. Entre 1826 et 1835, ce port reçoit un agrément pour le commerce international.
En 1861, Benito Juárez ordonna le creusement d'un canal devant relier Tuxpan à la ville de Tampico. Longeant le littoral du golfe du Mexique, à l'arrière d'un cordon dunaire, celui-ci traverse les lagunes de Tampamachoco puis de Tamiahua, avant de rejoindre Tampico, dans l'embouchure du fleuve Río Pánuco.
Durant le Porfiriat, sous la présidence de Porfirio Díaz, entre 1876 et 1911, la ville de Tuxpan joue un rôle important dans l'essor de l'industrie pétrolière.
En 1955, la ville de Tuxpan prend le nom de Tuxpam de Rodríguez Cano.

## Économie

### Agriculture et élevage
La superficie des parcelles semées représentait en 2022 une surface totale de 17 186 hectares, parmi lesquels 5692 hectares étaient voués à la culture du maïs, 5496 hectares étaient voués à la culture de l'orange, et 3024 hectares étaient voués à celle de la mandarine.
En 2022, la production de viande par tonnes comprenait 6016,3 tonnes de viande bovine, 459,4 tonnes de viande porcine, 45,3 tonnes de viande ovine, 2531 tonnes de volailles, et 4,1 tonnes de dinde. La superficie vouée à l'élevage représentait alors 75 636 hectares.

### Infrastructures portuaires

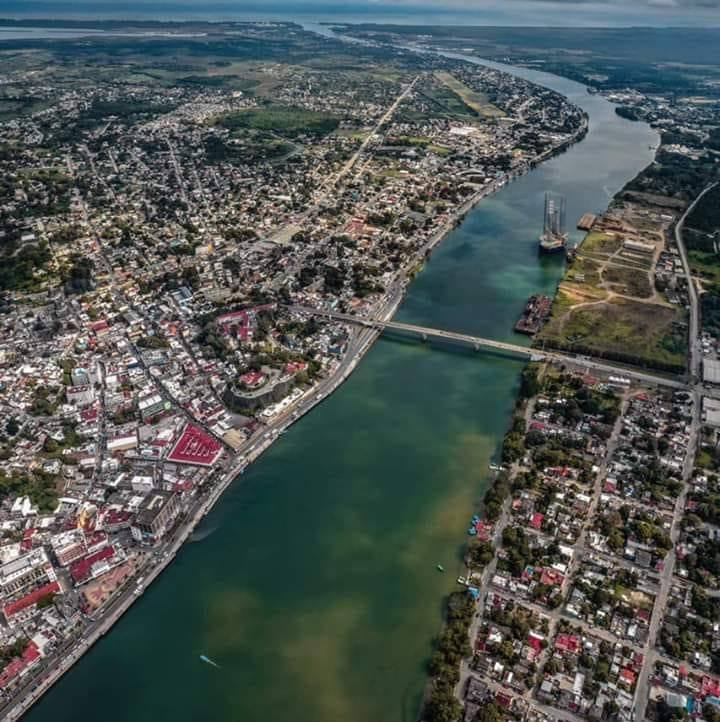
Vue aérienne de la ville de Tuxpan. Le port se situe en aval de la ville, en rive droite

La ville de Túxpam de Rodríguez Cano est dotée d'un port de taille intermédiaire, localisé dans l'embouchure du fleuve Tuxpan. Agrandit en 2017, il possède un tirant d'eau maximal de 11,7 mètres permettant d'accueillir des navires d'une longueur maximale de 279 mètres, pour une capacité maximale de 68790 tonnes. Celui-ci accueille des tankers pour le pétrole, et dans une moindre mesure des vraquiers et des porte-conteneurs.
Il est lié au parc industriel Litoral del Golfo de México, situé légèrement en retrait du fleuve, et qui assure une intermodalité par le transport routier.

### Énergie
La municipalité est dotée de deux centrales électriques :
- la centrale thermo-électrique Adolfo López Mateos (es), établie sur le littoral, au nord de l'embouchure du Río Tuxpan, a été inaugurée en 1991 par le président du Mexique Carlos Salinas de Gortari. D'une capacité de 1750 mégawatts, la centrale présente trois cheminées de 120 mètres de haut. Elle est l'une des trois plus importantes du pays, et s'avère très polluante, rejetant chaque année 257 000 tonnes de dioxyde de soufre[7] ;
- la centrale à cycle combiné Tuxpan II, III, IV et V, avec une technologie développée par Mitsubishi pour Tuxpan II et V, et une capacité de 495 mégawatts[8], et 1180 mégawatts pour Tuxpan III et IV[9].

En 2015, la Comisión Federal de Electricidad, compagnie publique d’électricité du Mexique, a entamé la construction d'un gazoduc devant relier Tuxpan à Tula, dans l'État de Hidalgo.

## Transports
La ville de Túxpam de Rodríguez Cano est desservie par l'Aéroport National Fausto Vega Santander (es), localisé dans la périphérie est de la ville de Tuxpan.
La municipalité est traversée du sud au nord par les routes fédérales 130D, puis 180D.